# 0-е

## Догађаји и трендови
- Окончан први попис у Кини, након што је почео годину дана раније: коначне бројке показале су да у тадашњој Кини живи скоро 60 милиона становника (59.594.978 људи у нешто више од 12 милиона домаћинстава). Попис је један од најважнијих прецизних истраживања у кинеској историји.[1]